# 브루스 포사이스
브루스 포사이스 경(영어: Sir Bruce Forsyth, CBE, 1928년 2월 22일 ~ 2017년 8월 18일)은 영국의 사회자이다.
《Sunday Night at the London Palladium》, 《The Generation Game》, 《Play Your Cards Right》, 《The Price Is Right》, 《You Bet!》, 《Strictly Come Dancing》 등 여러 유명 텔레비전 프로그램의 사회자를 맡았다.
2008년 BAFTA 평생공로상(BAFTA Academy Fellowship Award)을 받았으며, 2012년 기준으로 'TV 출연 경력이 가장 긴 남성 연예인(longest television career for a male entertainer)'으로 기네스 세계 기록을 보유하고 있다.

## 건강 악화와 사망
2015년에 자택에서의 낙상으로 입원하고 복부 대동맥류 수술을 받는 등, 건강 악화로 공식 활동이 어려워졌다.
2017년 2월 26일 흉부 감염으로 입원해 3월 3일 퇴원했으나, 같은 해 8월 18일 서리주의 자택에서 폐렴으로 사망했다.

## 서훈
- 1998년 대영 제국 훈장 4등급(OBE) 수훈[2]
- 2006년 대영 제국 훈장 3등급(CBE) 수훈[3]
- 2011년 기사작위(Knight Bachelor) 서임[4]